# Тропинка одинокой сосны
«Тропинка одинокой сосны» (англ. The Trail of the Lonesome Pine) — художественный фильм 1936 года режиссёра Генри Хэтэуэя, экранизация романа Джона Фокса-младшего.

## Сюжет
Испокон веков враждуют два семейных клана в горах Кентукки. Никто уже и не помнит, что именно не поделили Толливеры и Фэлины, но жить они продолжают по законам кровной мести. В разгар одной из стычек в городок прибывает Джек Хэйл, инженер, приехавший строить железную дорогу. Волей судьбы он спасает одного из Толливеров — Дэйва. Прошло несколько лет. Предприятие железной дороги приносит большие доходы. Но и профессиональному делу мешает неприязнь семей: на лагерь рабочих нападает клан Фэллинов, в столкновении погибает один из Толливеров. Хэйл продолжает взывать к миру и благоразумию. Дэйв решает послушать его.

## В ролях
- Сильвия Сидни — Джун Толливер
- Фред Макмюррей — Джек Хэйл
- Генри Фонда — Дэйв Толливер
- Фред Стоун — Джад Толливер
- Найджел Брюс — Турбер
- Бьюла Бонди — Мелисса
- Роберт Баррат — Бак Фэлин
- Джордж МакФарланд — Бадди Толливер
- Фаззи Найт — Татер
- Отто Фрайс — Корси
- Сэмюэл С. Хиндс — шериф
- Алан Бакстер — Клей Толливер
- Генри Брендон — Вейд Фэлин
- Филип Баркер — Мерд Фэлин
- Боб Кортман — Горли Фэлин
- Ирвинг Бейкон — почтальон
- Чарльз Миддлтон — кузнец

## Премьеры
Премьера фильма состоялась 19 февраля 1936 года в Нью-Йорк.

## Производство
Съемки начались в середине октября 1935 года в Чатсуорте, на водохранилище Биг-Бэр (в горах  Сан-Бернардино) и у перевала Санта-Сусана в Калифорнии, воссоздавая сельский и горный пейзаж романа. В интервью Джеймсу Боудену в 1976 году Фонда вспомнил, как вырезал «HF LUVS SS» на дереве во время съемок этого фильма. Режиссер Генри Хэтэуэй обнаружил это, когда снимал там «Одержимую женщину» в 1959 году. 
Считающийся технологическим успехом фильм «Тропинка одинокой сосны» не был первым фильмом в цветном кинематографе, но успешно интегрировал его использование и был предвестником будущих разработок.

## Приём
«Тропинка одинокой сосны» получил положительные отзывы критиков, и Фрэнк Ньюджент из «The New York Times» счел фильм значимым, но не лишенным недостатков.

## Награды
- Номинация на премию «Оскар» 1937 года за Лучшая песня («A Melody from the Sky»)
- Победитель Венецианского кинофестиваля 1936 года в номинации Специальная рекомендация — цветной фильм.

## Факты
- Фильм «Тропинка одинокой сосны» 1936 года — уже четвёртая экранизация романа Джона Фокса-младшего. Три предыдущих версии принадлежат режиссёрам Фрэнку Л.Диару (1914), Сесилу Блаунту Демиллю (1916) и Чарльзу Мэйну (1923).